# وزارة الطاقة (السعودية)
وزارة الطاقة هي الوزارة التي تُشرف على جميع أوجه نشاط وقطاعات منظومة الطاقة في المملكة العربية السعودية من خلال استراتيجية متكاملة لهذا القطاع، ويشمل ذلك استرايتيجة للمواد الهيدروكربونية (النفط والغاز، والمنتجات المكررة، والبتروكيماويات)، واستراتيجية قطاع الكهرباء والطاقة المتجددة مثل المواد الحرارية والطاقة المُكملة. ولتحقيق أهدافها تعمل الوزارة على برامج مختلفة ترتكز على تبني مفاهيم الابتكار والتقنية والذكاء الاصطناعي في قطاع الطاقة، منها: برنامج استدامة الطلب على المواد الهيدروكربونية، وبرنامج مزيج الطاقة الأمثل، وبرنامج كفاءة الطاقة، وبرامج تمكين صناعة مكونات إنتاج الطاقة الشمسية وطاقة الرياح محليا. وتضطلع الوزارة بتطوير هذه الاستراتيجيات وقياس أدائها، ووضع السياسات الداعمة لهذه القطاعات، إضافة لدعم متخذي القرار من خلال دراسة السياسات والاستراتيجيات المختلفة.
ويتولى رئاستها الآن الأمير عبد العزيز بن سلمان بن عبد العزيز آل سعود

## نشأة الوزارة
في عام 1355 هـ الموافق 1935م أُنشئت مصلحة الأشغال العامة والمعادن، وكانت تتبع آنذاك وزارة المالية، وفي عام 1372 هـ الموافق 1952م تم تأسيس المديرية العامة لشؤون البترول والمعادن وكانت تتبع وزارة المالية أيضاً، وفي عام 1380 هـ الموافق 1960 تم تحويل المديرية إلى وزارة تحت مسمى وزارة البترول والثروة المعدنية، حيث كانت حكومة المملكة تسعى إلى تنظيم استثمار الموارد الطبيعية من بترول وغاز ومعادن لتحقيق المزيد من النمو والرخاء الاجتماعي بما يعود على البلاد من تطور وازدهار اقتصادي. وفي عام 2016 صدر أمر ملكي بتعديل مسمى "وزارة البترول والثروة المعدنية" ليصبح "وزارة الطاقة والصناعة والثروة المعدنية". وبموجب أمر ملكي صدر في عام 2019 تم تعديل مسمى "وزارة الطاقة والصناعة والثروة المعدنية" ليصبح "وزارة الطاقة".

## الأهداف الاستراتيجية لوزارة الطاقة
- كفاءة الاستهلاك والتنمية الاقتصادية
- الريادة في أسواق الطاقة
- تعظيم المنفعة المالية
- تعزيز المحتوى المحلي
- إدارة الكربون[4]
- أمن وموثوقية الإمدادات[5]

## برامج منظومة الطاقة
- استراتيجية الطاقة المتكاملة
- تكامل قطاع الكهرباء
- البرنامج الوطني للطاقة المتجددة
- المركز السعودي لكفاءة الطاقة
- الشركة الوطنية لخدمات كفاءة الطاقة "ترشيد"
- الاستدامة[6]

## مراكز البحوث والمعاهد التدريبية

### مركز الملك عبد الله للدراسات والبحوث البترولية (KAPSARC)
أنشأته الوزارة في عام 2007، بأمر من الملك عبد الله بن عبد العزيز، وهو مركز للأبحاث والسياسات المستقبلية المتعلقة باستكشاف وتحليل الأمور المرتبطة بالطاقة والبيئة، ويقع المركز في مدينة الرياض. ويسعى المركز من خلال النتائج الموضوعية التي يتوصل إليها إلى زيادة درجة فهم هذه الموضوعات وبدء إعداد الحلول التي ستساهم في تشكيل مستقبل الطاقة المستدامة في السعودية وفي العالم.

### المعهد التقني السعودي لخدمات البترول
تم إنشاء المعهد التقني السعودي لخدمات البترول في عام 2008م، وذلك بمبادرة من وزارة البترول والثروة المعدنية، وبرعاية كل من المؤسسة العامة للتدريب التقني والمهني، وشركة شيفرون العربية السعودية، وذلك للوفاء بمتطلبات صناعة البترول في المملكة، ولدعم سياسة السعودة بوصفها هدفاً وطنياً تسعى الحكومة إلى تحقيقه.

### المعهد العالي للصناعات البلاستيكية
أحد المعاهد المتخصصة في تدريب الشباب السعودي في مجال الصناعات البلاستيكية، أنشئ المعهد مبادرة من وزارة البترول والثروة المعدنية، وهو معهد غير ربحي بين المؤسسة العامة للتدريب التقني والمهني، والشركة الشرقية للبتروكيماويات (شرق)، والشركة السعودية للتطوير البتروكيميائي، الشريك لشركة شرق – سابك، وتبلغ فترة التدريب بالمعهد أربعة فصول، يمنح بعدها المتدرب شهادة دبلوم في تصنيع البلاستيك، كما يتم التدريب داخل المعهد باللغة الإنجليزية، ويقدم المعهد دورات متخصصة لأولئك الذين يبحثون عن المزيد من التخصص لزيادة معارفهم ومهاراتهم في الصناعات البلاستيكية، بالإضافة إلى الدورات المتخصصة قصيرة الأمد، والتي تساعد العاملين في مجال تصنيع البلاستيك.

## الوزراء السابقون للوزارة
| الوزير                                           | الفترة                |
| ------------------------------------------------ | --------------------- |
| المهندس عبد الله بن حمود الطريقي                 | 1380هـ إلى عام 1383هـ |
| الدكتور أحمد بن زكي يماني                        | 1383هـ إلى عام 1407هـ |
| الدكتور هشام بن محيي الدين ناظر                  | 1407هـ إلى 1414هـ     |
| المهندس علي بن إبراهيم النعيمي                   | 1414 هـ إلى 1437 هـ   |
| المهندس خالد الفالح                              | 1437 هـ حتى 1441 هـ   |
| الأمير عبد العزيز بن سلمان بن عبد العزيز آل سعود | 1441هـ إلى الآن       |

## المراحل التي مرت بها وزارة الطاقة
- 1935م- أنشـئت مصلحـة الأشـغال العامـة والمعـادن وكانـت تتبـع وزارة الماليـة فـي ذلـك الوقـت.[8]
- 1952م- تم تأسيس المديرية العامة لشؤون البترول والمعادن وكانت تتبع وزارة المالية أيضا.[8]
- 1960م- تـم تحويـل المديريـة إلـى (وزارة) تحـت مسـمى وزارة البترول والثروة المعدنيـة، حيث كانت حكومة المملكة تسعى إلى تنظيم استثمار الموارد الطبيعية من بترول وغاز ومعادن لتحقيق المزيد من النمو والرخاء الإجتماعي.[8]
- 2016م- صدر أمر ملكي بتعديل مـسمى «وزارة البترول والثروة المعدنية» ليصبح «وزارة الطاقة والصناعة والثروة المعدنية».[8]
- 2019م- صدر أمر ملكي بتعديل مسمى «وزارة الطاقـة والصناعـة والثـروة المعدنيـة» ليصبـح «وزارة الطاقـة».[8]

## وصلات خارجية
- وزارة الطاقة